# Kalecik, Eğil
Kalecik là một xã thuộc huyện Eğil, tỉnh Diyarbakır, Thổ Nhĩ Kỳ. Dân số thời điểm năm 2008 là 309 người.